# Wereldkampioenschappen schoonspringen 2023 – driemeterplank synchroon vrouwen
Het synchroonspringen vanaf de driemeterplank voor vrouwen tijdens de wereldkampioenschappen schoonspringen 2023 vond plaats op 17 juli 2023 in het Prefecturale zwembad van Fukuoka in Fukuoka.

## Uitslag
| Rang   | Land                | Namen                                | Voorronde | Voorronde | Finale        | Finale        |
| Rang   | Land                | Namen                                | Punten    | Rang      | Punten        | Rang          |
| ------ | ------------------- | ------------------------------------ | --------- | --------- | ------------- | ------------- |
| Goud   | China               | Chang Yani Chen Yiwen                | 327,42    | 1         | 341,94        | 1             |
| Zilver | Verenigd Koninkrijk | Yasmin Harper Scarlett Mew Jensen    | 294,72    | 3         | 296,58        | 2             |
| Brons  | Italië              | Elena Bertocchi Chiara Pellacani     | 277,41    | 6         | 285,99        | 3             |
| 4      | Verenigde Staten    | Sarah Bacon Kassidy Cook             | 307,29    | 2         | 285,39        | 4             |
| 5      | Canada              | Mia Vallée Pamela Ware               | 275,73    | 7         | 284,22        | 5             |
| 6      | Australië           | Brittany O'Brien Georgia Sheehan     | 275,40    | 8         | 279,60        | 6             |
| 7      | Mexico              | Arantxa Chávez Paola Pineda          | 282,30    | 4         | 274,50        | 7             |
| 8      | Maleisië            | Ng Yan Yee Nur Dhabitah Sabri        | 278,43    | 5         | 272,94        | 8             |
| 9      | Duitsland           | Lena Hentschel Jana Rother           | 261,60    | 9         | 272,67        | 9             |
| 10     | Nederland           | Inge Jansen Celine van Duijn         | 259,80    | 10        | 264,00        | 10            |
| 11     | Zweden              | Emilia Nilsson Garip Elna Widerström | 257,82    | 11        | 258,90        | 11            |
| 12     | Zuid-Korea          | Kim Su-ji Park Ha-reum               | 255,84    | 12        | 194,04        | 12            |
| 13     | Brazilië            | Luana Lira Anna Santos               | 240,00    | 13        | Uitgeschakeld | Uitgeschakeld |
| 14     | Frankrijk           | Jade Gillet Naïs Gillet              | 235,44    | 14        | Uitgeschakeld | Uitgeschakeld |
| 15     | Cuba                | Anisley García Prisis Ruiz           | 232,80    | 15        | Uitgeschakeld | Uitgeschakeld |
| 16     | Nieuw-Zeeland       | Elizabeth Roussel Maggie Squire      | 230,40    | 16        | Uitgeschakeld | Uitgeschakeld |
| 17     | Zuid-Afrika         | Bailey Heydra Zalika Methula         | 220,14    | 17        | Uitgeschakeld | Uitgeschakeld |
| 18     | Macau               | Choi Sut Kuan Zhao Hang U            | 181,95    | 18        | Uitgeschakeld | Uitgeschakeld |